# Johann Gramann
Johann Gramann (ou Graumann) (5 juillet 1487 – 29 avril 1541), également connu sous le nom de plume de Johannes Poliander (une traduction grecque de son patronyme), était un pasteur allemand, théologien, professeur, humaniste, et réformateur luthérien influent.
Cet humaniste était très considéré par ses pairs, y compris par le catholique Johannes Dantiscus. Il écrit de la poésie profane et religieuse en allemand et latin. Il a été un grand promoteur, avec Albert de Brandebourg, de la création de l'Université de Königsberg. Il fit le don de sa bibliothèque personnelle de 1 000 livres au conseil d'Altstadt, qui devint la bibliothèque publique de Königsberg. 

## Biographie
Gramann est né à Neustadt an der Aisch en Moyenne-Franconie. Il a travaillé en tant que recteur à la Thomasschule zu Leipzig. Il a été le secrétaire de Johann Eck lors de la Disputatio de Leipzig en 1519, où il rencontre Martin Luther et rejoint la réforme protestante. Poliander devient pasteur en 1525 de l'église d'Altstadt à Königsberg, capitale du nouveau duché de Prusse, succédant à Johannes Amandus.
Il meurt à Königsberg en 1541.

## Hymne
L'hymne de Gramann « Nun lob, mein Seel, den Herren » a été repris par nombre de compositeurs. Jean-Sébastien Bach l'utilise dans ses cantates BWV 17, 28, 29, 51 et 167 ainsi que dans ses motets BWV 225 et 231.

### Bases de données et dictionnaires
- Ressources relatives à la musique :   - International Music Score Library Project
  - Bayerisches Musiker-Lexikon Online
  - Discogs
  - MusicBrainz
  - Répertoire international des sources musicales
- Notices dans des dictionnaires ou encyclopédies généralistes :   - Brockhaus
  - Deutsche Biographie
  - Enciclopedia italiana
  - Enciclopedia De Agostini
  - Gran Enciclopèdia Catalana
- Notices d'autorité :   - VIAF
  - ISNI
  - IdRef
  - LCCN
  - GND
  - Italie
  - Espagne
  - Pologne
  - NUKAT
  - Norvège
  - WorldCat